# Mallada dubius
Mallada dubius är en insektsart som först beskrevs av Hölzel 1973.  Mallada dubius ingår i släktet Mallada och familjen guldögonsländor. Inga underarter finns listade i Catalogue of Life.